# Agrodiaetus araratensis
Agrodiaetus araratensis är en fjärilsart som beskrevs av De Lesse 1958. Agrodiaetus araratensis ingår i släktet Agrodiaetus och familjen juvelvingar. Inga underarter finns listade i Catalogue of Life.